# Egrespatak (Szilágy megye)
Egrespatak (románul Aghireș) település Romániában, Szilágy megyében.

## Fekvése
Szilágy megyében, Zilahtól délnyugatra fekvő település.

## Története
Az oklevelek 1361-ben említették először Egrespatak birtokot.
1494-ben kiváltságait II. Ulászló király megerősítette és felmentette lakosait az adófizetés terhe alól. Egrespataka ekkor Zilah-hoz tartozott.
1553-ban a település földesura a váradi püspök volt.
1617-ben a középszolnoki Magiar-Egrespathak és Oláh-Eghrespatak birtokait nejére Széchi Katalinra iratta át Lokacsi Prépostvári Zsigmond négyezer forint fejében.
1650-ben II. Rákóczi György volt a település birtokosa, 1708-ban pedig Báthory-Gerőfi birtok volt.
1770-ben Homoródszentmártoni Bíró Zsigmond és neje Báró Vitéz Klára adták zálogba B. Korda Györgynek négyezer forintért.
Petri Mór feljegyezte a település népességi adatait is az 1890-ből, mely szerint Egrespatakakának ez évben 864 lakosa volt, ebből 328 magyar, 527 oláh és 9 egyéb nemzetiségű volt.
Egrespataka az 1800-as évek végén Szilágy vármegye zilashi járásához tartozott.

## Nevezetességek
- Görögkatolikus fatemploma – 1638-ban épült. Az egyházközség anyakönyvét 1824-től vezetik.